# Cosmo Clock 21

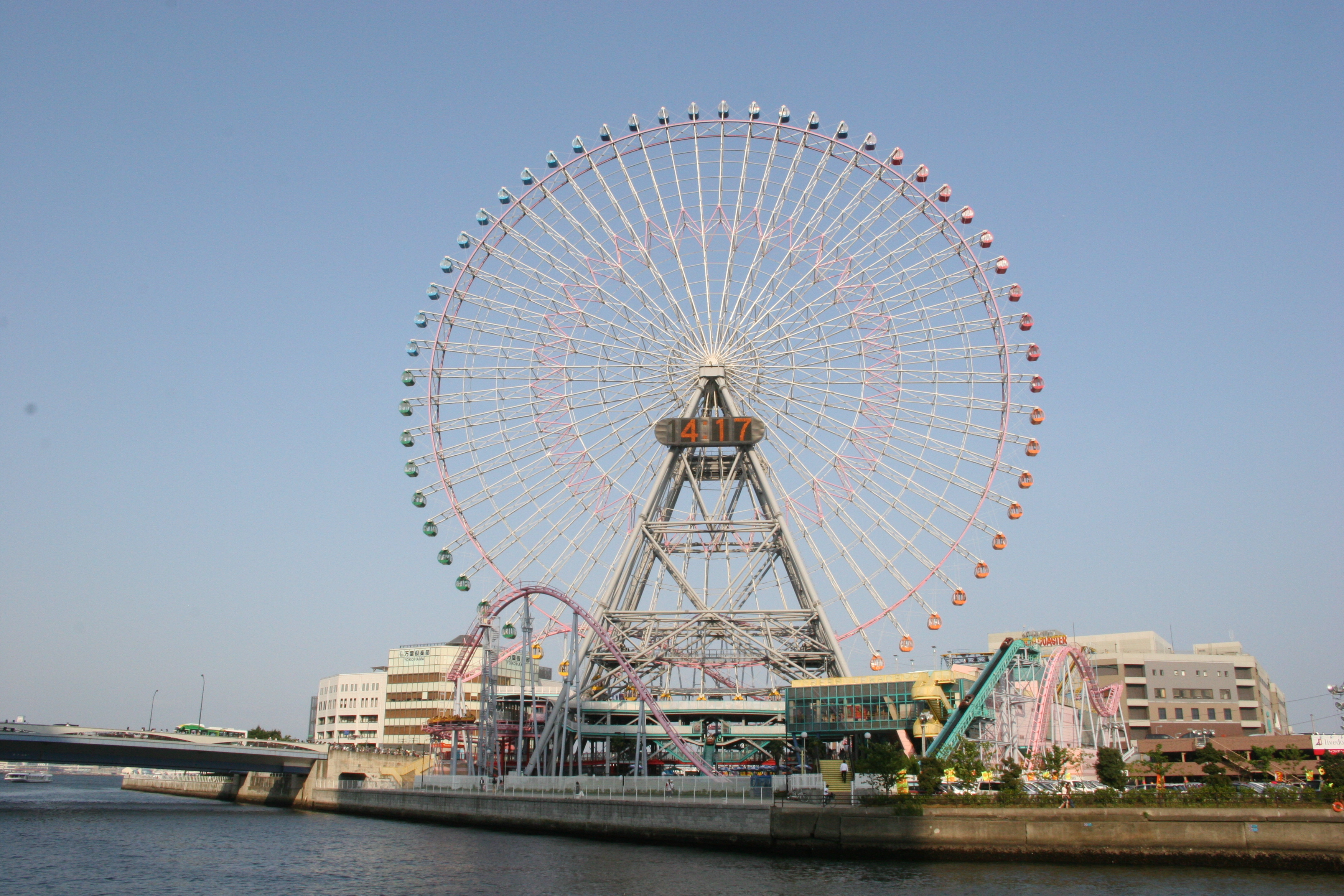
Cosmo Clock 21, май 2006 года

Cosmo Clock 21 — гигантское колесо обозрения в Иокогаме, расположенное в парке развлечений Cosmo World в районе Минато Мирай. Открыто в 1989 году и являлось самым высоким колесом обозрения в мире до 1999 года. Своим названием колесо обязано знаменитым часам, расположенным на опорах. Число 21 означает «21 век».

## История
Колесо обозрения было открыто в рамках выставки Yokohama Exotic Showcase (YES'89), проходившей с 25 марта по 1 октября 1989 года. Высота колеса составила 107,5 метров, что стало мировым рекордом.
С 1997 по 1999 году колесо находилось на реконструкции, в результате которой постамент был увеличен, а общая высота конструкции составила 112,5 метров, что, однако, на тот момент рекордом уже не являлось.
В 2015-2016 года проведена замена освещения колеса (без остановки эксплуатации). Ртутные лампы подсветки заменены на светодиодное освещение. Так же были заменены знаменитые часы, которые тоже стали светодиодными. 

## Характеристики
- Высота: 112,5 метров
- Диаметр: 100 метров[3][5]
- Количество гондол: 60
- Общая вместимость: 480 человек
- Время полного оборота: 15 минут

## Галерея

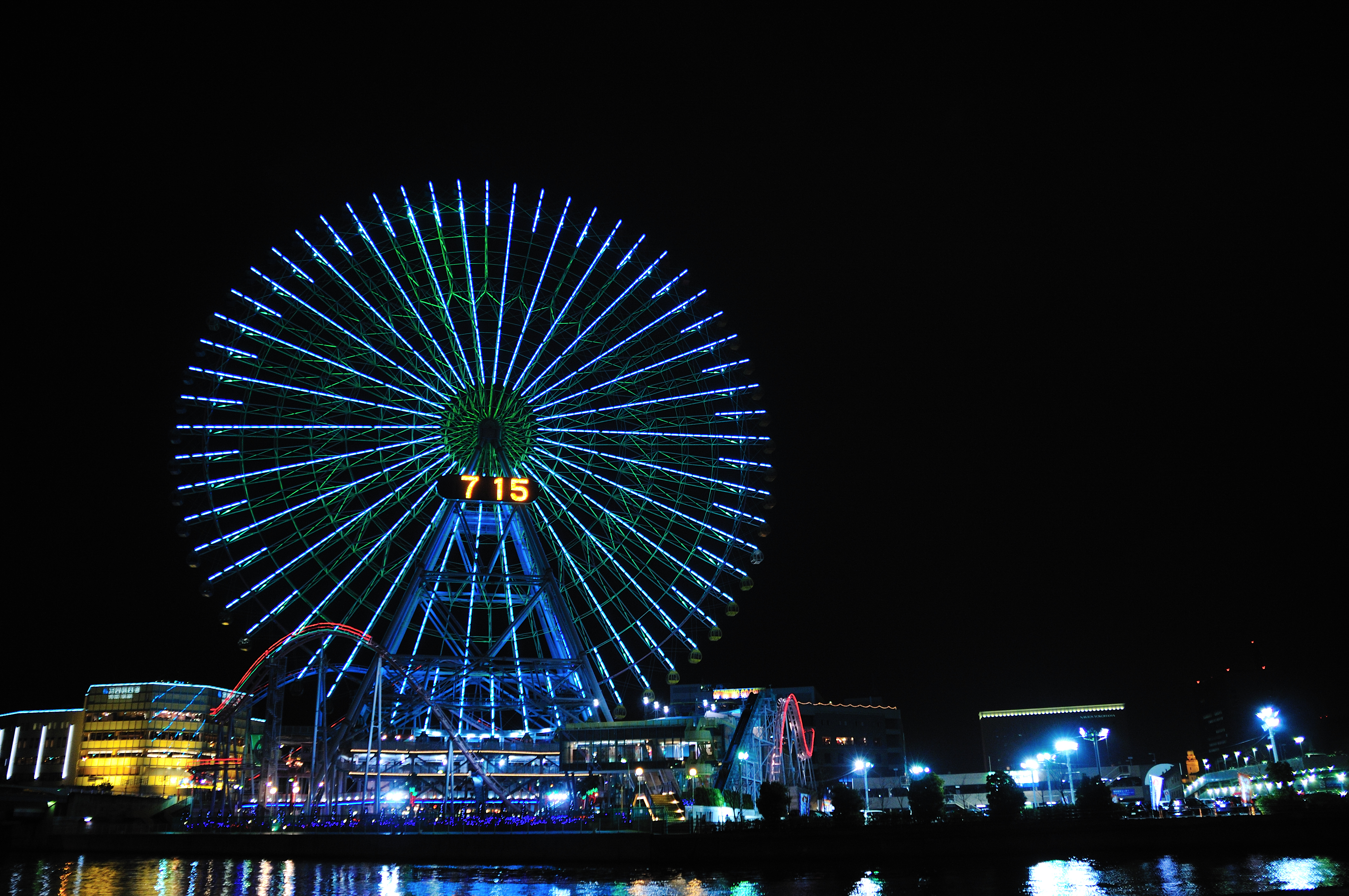
Cosmo Clock 21 ночью, 2009 год
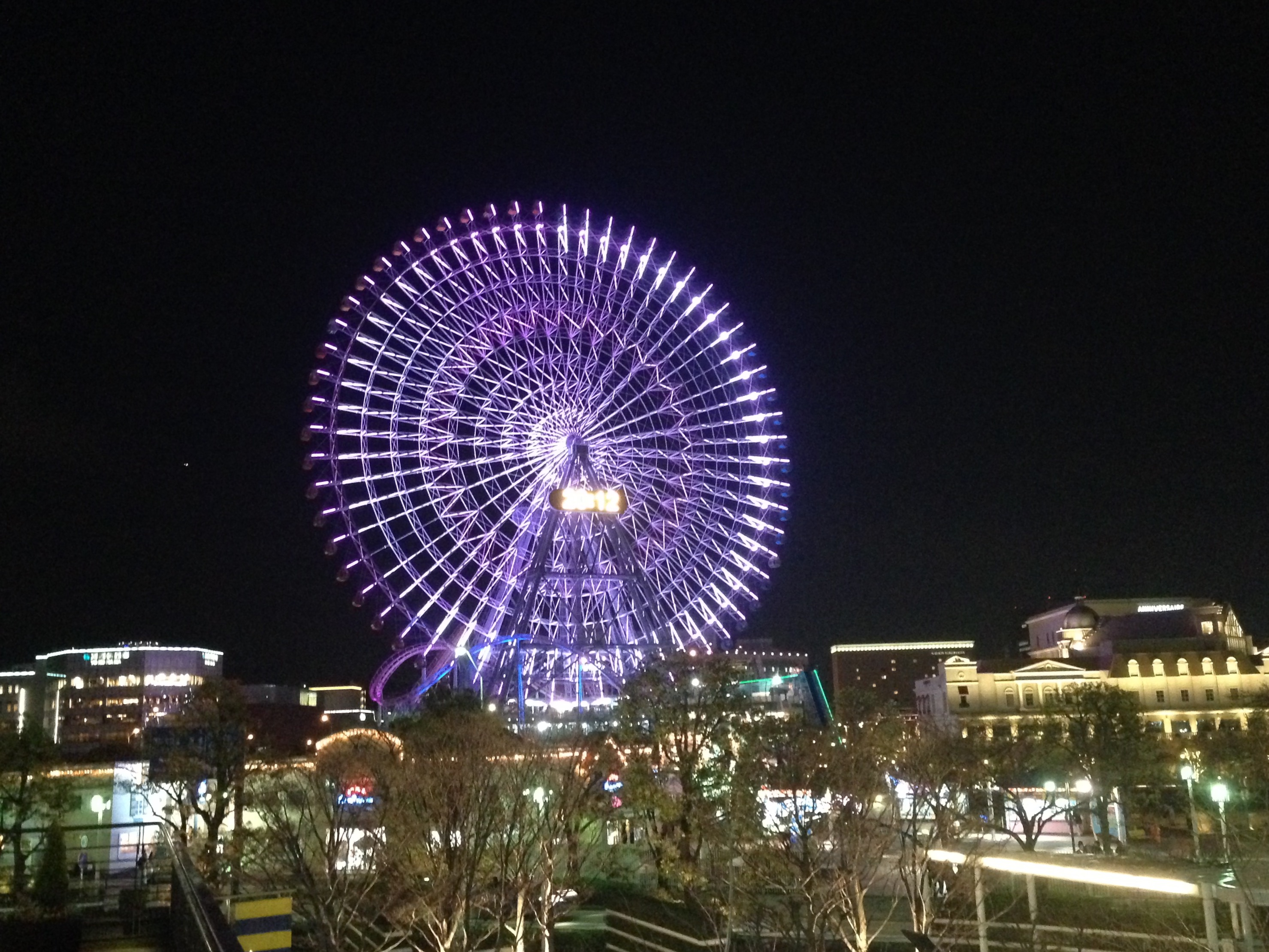
Светодиодная подсветка, 2016 год
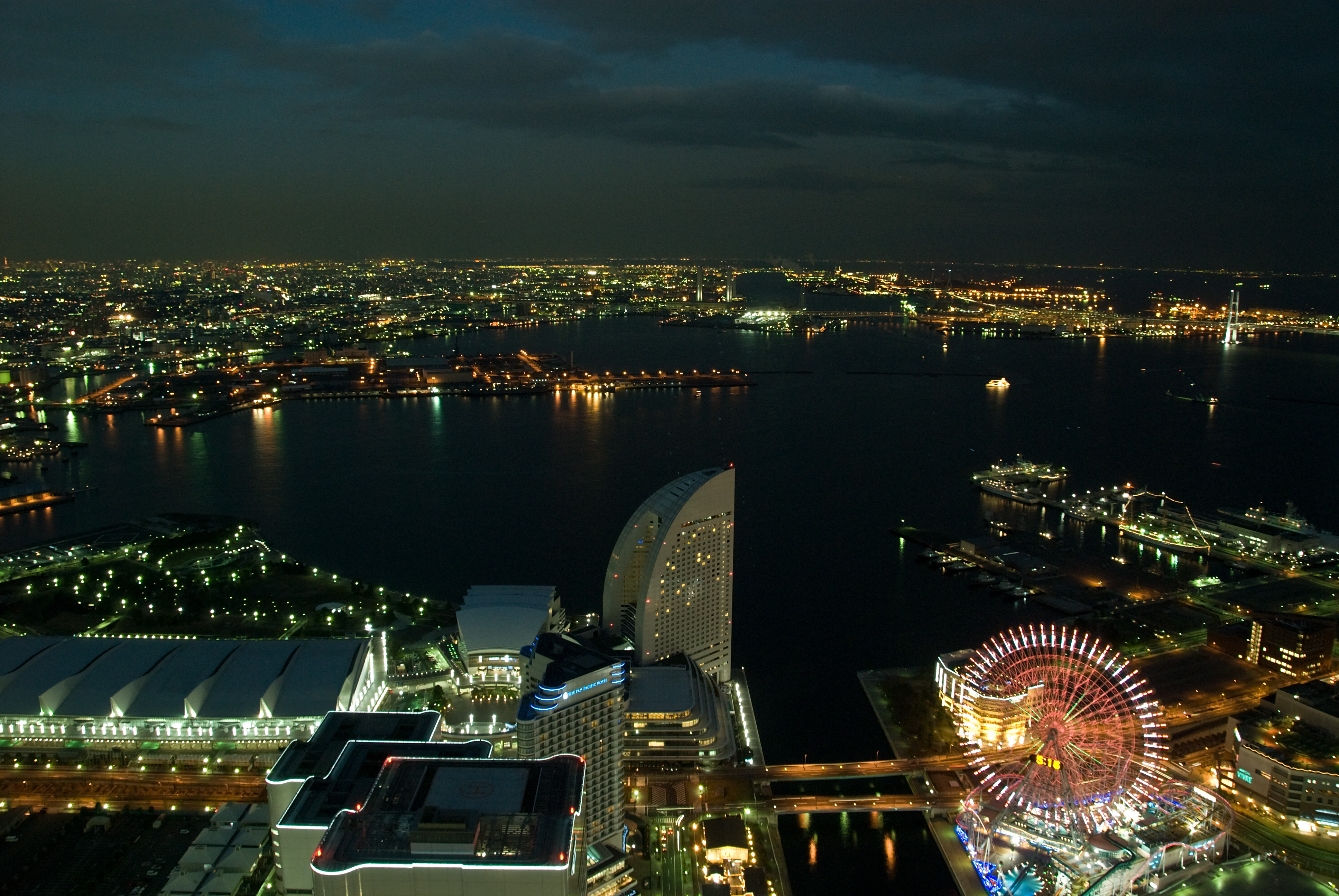
Панорама района Минато Мирай
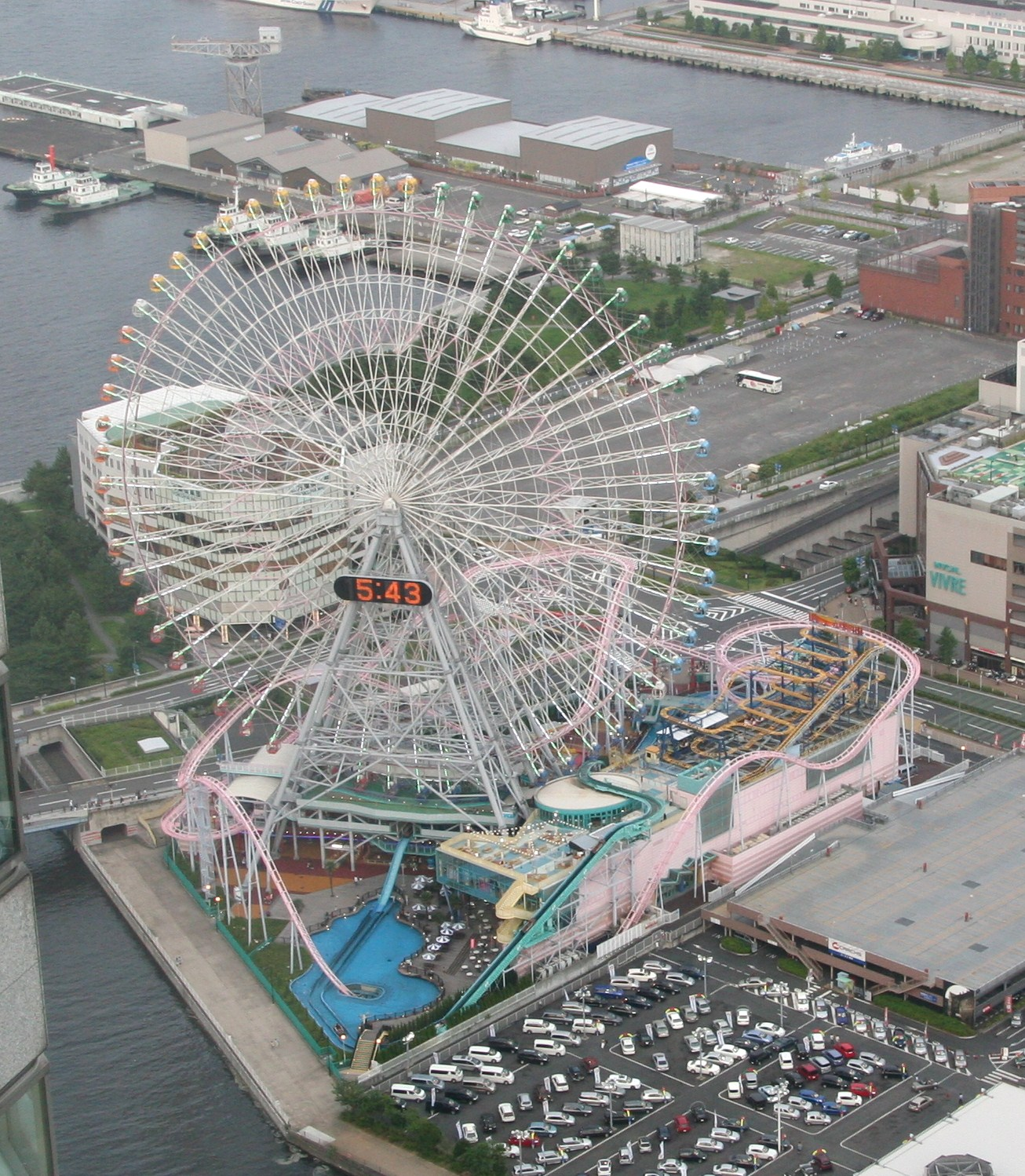
Вид на парк развлечений Cosmo World